# 호세 로페스 레가
호세 로페스 레가(스페인어: José López Rega, 1916년 10월 17일 ~ 1989년 6월 9일)는 아르헨티나의 전직 사회복지부 장관이자 후안 페론과 이사벨 페론의 개인 비서이다. 엑토르 캄포라·알베르토 라스티리·후안 페론·이사벨 페론의 정부(1973년 ~ 1975년)에서 사회복지부 장관을 맡았으며, 좌익 페론주의자와 공산주의자 수 백명을 암살한 우익 테러 조직 아르헨티나 반공주의자 동맹을 조직했다. 1975년 그의 부하 셀레스티노 로드리고(Celestino Rodrigo)의 경제 정책이 대실패로 돌아간 뒤 책임을 지고 사임했다. 이 후 스페인으로 도피했지만 1986년 미국에서 체포돼 아르헨티나로 인도돼 재판 받았고, 판결을 받기 직전 사망했다.

## 젊은 시절
그의 전기에 따르면, 로페스 레가는 어렸을 때 오컬트·신비주의 따위의 영적인 것에 관심이 많은 조용하고 내성적인 아이였다. 필로메노 벨라스코(Filomeno Velazco)의 도움으로, 대통령 관저의 경호원(연방 경찰의 경장)이 됐다.
1951년 그에게 신비주의를 알려준 빅토리아 몬테로(Victoria Montero)를 소개받았다. 로페스 레가는 빅토리아 몬테로의 집에서 프로파간다 두에(프리메이슨) 회원들을 만났다. 1965년 그와 같이, 신비주의에 관심을 가진 페론의 셋째 아내 이사벨 페론을 알게 됐고, 좌익 페론주의자 베르나르도 알베르테(Bernardo Alberte)의 집에서 이사벨 페론과 자주 모임을 가졌다. 이사벨 페론의 신임을 얻어 스페인으로 망명간 페론 부부의 개인 비서를 지냈다. 경찰 간부와 군 장교로 구성된 반페론주의 조직의 실질적 책임자였던 로페스 레가는 충성스러운 페론당원의 가면을 쓰고 페론 부부의 신임을 얻게 됐다.

## 페론의 재집권 이전
1973년 아르헨티나 대선에서 좌익 페론주의자인 엑토르 캄포라가 당선되자, 후안 페론은 로페스 레가를 아르헨티나로 보내 사회복지부 장관을 맡도록 했다. 1973년 6월 페론이 귀국하기 이전, 로페스 레가는 몬토네로스에 대해 총격을 가한 에세이사 학살 사건을 일으키면서 페론주의 좌우익간 폭력을 부추겼다. 그에 대한 반응으로, 아르헨티나 인민혁명군 지도자 마리오 로베르토 상투초(Mario Roberto Santucho)는 대량학살 혐의로 로페스 레가와 호세 마누엘 오신데 대령(José Manuel Osinde)를 고발하려고 했다.
후안 페론과 로페스 레가는 스페인 망명 시기에는 좌익 페론주의자들을 지원했지만, 이 시기부터는 냉혹하게 돌아섰고, 로페스 레가도 내각 회의에서 엑토르 캄포라를 비판하기 시작했다. 후안 페론이 아르헨티나 군부와 페론주의 우익단체 CGT의 사무총장 호세 이그나시오 루시(José Ignacio Rucci)와 접촉한 뒤, 대통령 엑토르 캄포라와 부통령 비센테 리마는 사임했다. 로페스 레가의 양아들 라울 알베르토 라스티리가 임시 대통령이 됐으며, 임시 정부는 차기 대선을 준비했다. 라울 라스티리가 임시 대통령직을 맡는 동안 로페스 레가는 정의당에서 좌익 페론주의자들을 축출하고 임시 정부의 주요 인사들이 참석한 회의에서 좌익 페론주의자를 탄압하는 조직을 설립하려는 방안을 논의했다. 또한 로페스 레가와 임시 정부는 후안 페론이 이사벨 페론을 부통령 후보로 지명하는 데 영향을 끼쳤다. 1973년 9월 23일 치러진 대선에서 후안 페론은 62%의 득표율로 승리했다.

## 페론 정부의 실세
1973년 9월 25일 페론주의 우익 정부에 참여하는 방안을 두고 갈등이 일어나자, 몬토네로스는 CGT의 지도자 호세 이그나시오 루시를 암살했다. 로페스 레가는 이 암살 사건을 빌미로 모든 무장 게릴라 그룹을 제거하고 좌익 성향의 언론 엘 문도(El Mundo)를 폐쇄하는 구실로 삼았다. 1973년 11월 21일부터 로페스 레가의 지휘 아래 아르헨티나 반공주의자 동맹이 테러 활동을 시작했다. 이 날 아르헨티나 반공주의자 동맹은 급진시민연합의 상원의원 이폴리토 솔라리 이리고옌(Hipólito Solari Yrigoyen)을 목표로 하는 첫 번째 테러를 가했다. 아르헨티나 반공주의자 동맹은 로페스 레가가 사회복지부 기금에서 횡령한 자금으로 무기를 구입했고, 로페스 레가의 부하인 연방경찰 총장 로돌포 알미론(Rodolfo Almirón)에 의해 조직됐다.
후안 페론은 취임 직후, 페론주의 좌익을 "국가변란", "폭동"을 기도하는 세력이라고 지칭하면서 더 강한 어조로 비판했다. 좌익 페론주의자와 후안 페론 사이에서 일어난 갈등은 페론주의 청년단(Juventud Peronista)에 속한 의원 8명이 사임하는 사태로 나타났다. 후안 페론은 1974년 6월 1일에 사망했고, 이사벨 페론은 로페스 레가에게 대통령 권한을 맡기면서 내각 수석 장관에 로페스 레가를 임명했다. 그는 새 내각을 구성하면서 원래 맡았던 사회복지부 장관직을 유임하고, 연방경찰 총장으로 승진해 사회복지부 장관직과 겸임했다.
이사벨 정부의 수상 겸 사회복지부 장관으로 활동하면서, 그는 인기없는 보수적인 재정정책을 실행했다. 1975년 그의 부하 셀레스티노 로드리고(Celestino Rodrigo) 경제부 장관은 페소화 가치를 50% 평가절하하고 물가제한 정책을 폐지했다.. 이는 경제혼란·인플레이션·중산층과 서민의 생활고를 유발했다.
로페스 레가는 정의당의 좌익 페론주의자 의원로부터 반혁명주의자·파시스트라는 공격을 받기도 했다. 1975년 6월 그는 아르헨티나 반공주의자 동맹이 일으킨 정치 테러 활동의 실질적인 책임자라는 혐의로 고발당했다.

## 해외 도피와 죽음
1975년 7월 11일 로페스 레가는 그의 부하 셀레스티노 로드리고(Celestino Rodrigo)가 추진한 경제정책이 대실패로 돌아가자, 책임을 지고 사임했고 스페인 대사에 임명됐다. 로페스 레가는 스페인으로 떠났고, 1982년까지 스위스에서 도피생활을 했다. 이후 체포되지 않기 위해 바하마 도망가서 살았고, 1986년 미국 마이애미로 도피처를 바꿨다. 1986년 아르헨티나로 인도돼 납치·살인 등의 혐의로 기소됐다. 로페스 레가는 판결을 기다리던 중 1989년 6월 9일 사망했다.

## 의혹
- 프로파간다 두에(P-2)는 아르헨티나 군 정보국 수뇌부와 정치권, 경제계는 물론 이탈리아의 반공 인사들을 망라한 거대한 프리메이슨 사조직으로 반공산주의, 반페론주의를 설립 목표로 한 친군부세력이다. 1981년 발견된 리치오 젤리의 P-2 회원 리스트에 따르면 로페스 레가와 라울 알베르토 라스티리는 P-2의 회원이었다.
- 2007년 아르헨티나 사법부는 아르헨티나 반공주의자 동맹의 테러행위가 로페스 레가의 지시에 의해 이루어졌다는 증거를 확보하고, 로페스 레가가 다른 남미 국가와 연계해 콘도르 작전을 주도했다고 보았다.[3]

## 참고 자료
1. 호세 로페스 레가의 전기 보관됨 2011-03-17 - 웨이백 머신 (스페인어)
2. López Rega. La biografía. Marcelo Larraquy. Editorial Sudamericana. 페이지. ISBN 950-07-2441-3.
3. Bra, Gerardo, "La 'P-2- en la Argentina", in Félix Luna (ed) et al., Todo es historia, No. 214, Feb 1985, pp. 12–15
4. 브리태니커 백과사전 설명

## 같이 보기
- 라울 알베르토 라스티리
- 후안 페론
- 이사벨 페론
- 아르헨티나 반공주의자 동맹
- 에세이사 학살